# Ah, quella Dory!...
Ah, quella Dory!... è un film muto italiano diretto da Guido Brignone, con Lola Visconti, prodotto nel marzo 1918 dalla Volsca Film.